# 마크 노블
마크 제임스 노블(Mark James Noble, 1987년 5월 8일 ~ )는 잉글랜드의 전 축구 선수이다. 그는 2006년 헐 시티 AFC와 입스위치 타운 FC으로의 임대를 제외하고 웨스트햄 유나이티드 FC에서 모든 커리어를 보냈다. 그로 인해 그는 "미스터 웨스트햄 (Mr. West Ham)"이라는 별명을 얻게 되었다.